# Tír Eoghain

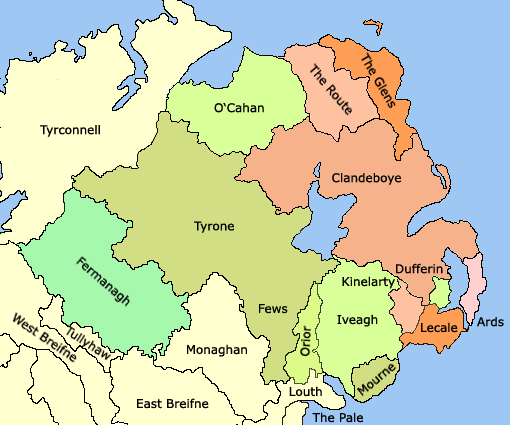
Señoríos de Ulster principios del siglo XVI

Tyrone (en irlandés, Tír Eoghain: «Tierra de Eoghan») fue un reino y posteriormente un condado de la Irlanda gaélica, comprendiendo partes de los actuales condados de Tyrone, Armagh y Londonderry. El reino constituía el territorio ancestral de los Cenél nEógain, perteneciente a los Uí Néill y otros grupos gaélicos más pequeños. Una porción del reino al noroeste se escindió, convirtiéndose en Clandeboye, gobernado por una rama menor de los Ó Néill.

## Historia
Cuando fue fundado en el siglo V la tribu de Cenél nEógain, formaba parte del reino de Ailech junto con sus parientes los Cenél Conaill, ambos descendientes  de Niall de los Nueve Rehenes. El ascenso inicial de Ailech había coincidido con el declive de los Ulaid, cuyo reino de Úlster retrocedió hacia la costa este.
En el siglo XII el reino de Ailech se fractura en dos territorios soberanos y Cenél nEógain se convirtió en Tír Eoghain, la tierra de Eoghan, anglicanizado como Tyrone. Estaba gobernado por el clan Meic Lochlainn clan y luego por sus parientes del clan Ó Néill. La otra parte de Ailech, Cenél Conaill pasó a ser Tír Conaill, la tierra de Conall, anglificado como Tyrconnell.
Tras la conquista normanda en 1177, Tír Eoghain se convirtió en el poder predominante en el norte de Irlanda, una posición que recuperó tras el derrumbamiento del Condado del Úlster, en el siglo XIV. Con las políticas del gobierno Tudor en Irlanda, y sobre todo durante el reinado de Isabel I Tyrone se convertiría en un condado del reino de Irlanda, no sin derramamiento de sangre y su extensión se iría reduciendo al dividirse su territorio con el condado de Armagh, y subdivirse en baronías.
Con el gobierno de la dinastía Estuardo, Jacobo I continuaría reduciendo Tyrone,transfiriendo la baronía de Loughinsholin al nuevo condado de Londonderry. Los Ó Néill se rebelaron en numerosas ocasiones. El último intento de lo encabezó nuevamente Hugh O'Neill, Conde de Tyrone, que huyó en 1607 en lo que fue conocido como la Fuga de los Condes, junto a otros muchos de sus aliados (principalmente nobles gaélicos de Úlster).